# 106 f.Kr.
| 106 f.Kr.          |
| ------------------ |
| Dødsfald - Fødsler |
|                    |

## Født
- 3. januar – Marcus Tullius Cicero, romersk politiker, taler og skribent.

## Sport
| År | Spire Denne artikel om et år, årti, århundrede eller årtusinde er en spire som bør udbygges. Du er velkommen til at hjælpe Wikipedia ved at udvide den. |